# La Mise en croix (film)
 (juillet 2025).
Pour plus de détails, voir Fiche technique et Distribution.
La Mise en croix est film français réalisé par Louis et Auguste Lumière. Ce court métrage appartient au genre  de la reconstitution historique. Le film montre la Crucifixion. C'est un plan général du Golgotha.
C'est le moins long des films sur le sujet. La séance à Lyon a été un triomphe contrairement à la séance en Amérique. Ce film forme un cycle avec La Cène et La Vierge Mère des mêmes Lumière.